# Пулка (река)
Пулка (укр. Пулка) — ручей, правый приток Десны, протекающий по Менскому и Куликовскому районах (Черниговская область, Украина); один из многочисленных рукавов Десны, образованный вследствие русловых процессов: русловая многорукавность. Пулка сообщается с другим притоком Десны рекой Кривуша.

## География
Длина — 16 км. Бассейн — 112 км².
Русло сильно-извилистое с крутыми поворотами (меандрированное) шириной 10 м и глубиной 1,2 м. Местами русло сильно сужается и пересыхает. Долина реки сливается с долиной Десны. Временными и постоянными водотоками связывается с озёрами. В приустьевой части впадает в озеро Чернечье.
Река берёт начало ответвляясь от основного русла Десны восточнее села Салтыкова Девица (Куликовский район). Река течёт на северо-запад. Впадает в Десну (на 264-м км от устья) севернее села Салтыкова Девица (Черниговский район).
Пойма частично занята заболоченными участками с лугами, крайне мало кустарников и лесов (лесополос).
У подножья правой террасы возле села Блистова расположен летописный город Блистовит.
Система озёр бассейна реки возле села Блистова является частью гидрологического заказника Блистовский с общей площадью 400 га.
Притоки:
1. Блистовенька (правая)

Населённые пункты на реке отсутствуют.